# Mike Nelms
Michael Craig Nelms (Fort Worth, 8 aprile 1955) è un ex giocatore di football americano statunitense.
Ha giocato nei ruoli di defensive back e kick returner nella Canadian Football League (CFL) e nella National Football League (NFL). Al college giocò a football alla Baylor University.

## Carriera da giocatore
Nelms fu scelto nel settimo giro del Draft NFL 1977 dai Buffalo Bills ma fu l'ultimo svincolato nel training camp. Firmò così con gli Hamilton Tiger-Cats della CFL nel 1977 e in seguito quell'anno passò agli Ottawa Rough Riders.
Nel 1980 passò ai Washington Redskins, venendo convocato per tre Pro Bowl nel 1980, 1981 e 1982. Guidò la NFL in yard ritornate da kickoff per due volte (1981, 1982) e fu il punt returner dei Redskins nel Super Bowl XVII. In quel Super Bowl ritornò 6 punt per 52 yard, entrambi record dell'evento, oltre a due kickoff per 44 yard.
Nelms terminò le sue cinque stagioni nella NFL ritornando 175 kickoff per 4.128 yard, 212 punt per 1.948 yard e 2 touchdowns e un intercetto in 68 gare. A fine carriera fu inserito nella formazione ideale della NFL degli anni 1980 dai giurati della Pro Football Hall of Fame.

## Palmarès

### Franchigia
- Super Bowl : 1

Washington Redskins: XVII
- National Football Conference Championship: 2

Washington Redskins: 1982, 1983

### Individuale
- Convocazioni al Pro Bowl: 4

1981, 1982, 1983
- CFL All-Star: 1

1979
- 70 Greatest Redskins
- Formazione ideale della NFL degli anni 1980

## Statistiche
| Yard su ritorno di kickoff | 4.128 |
| Yard su ritorno di punt    | 1.948 |
| Touchdown                  | 2     |